# Islamitisch Europa

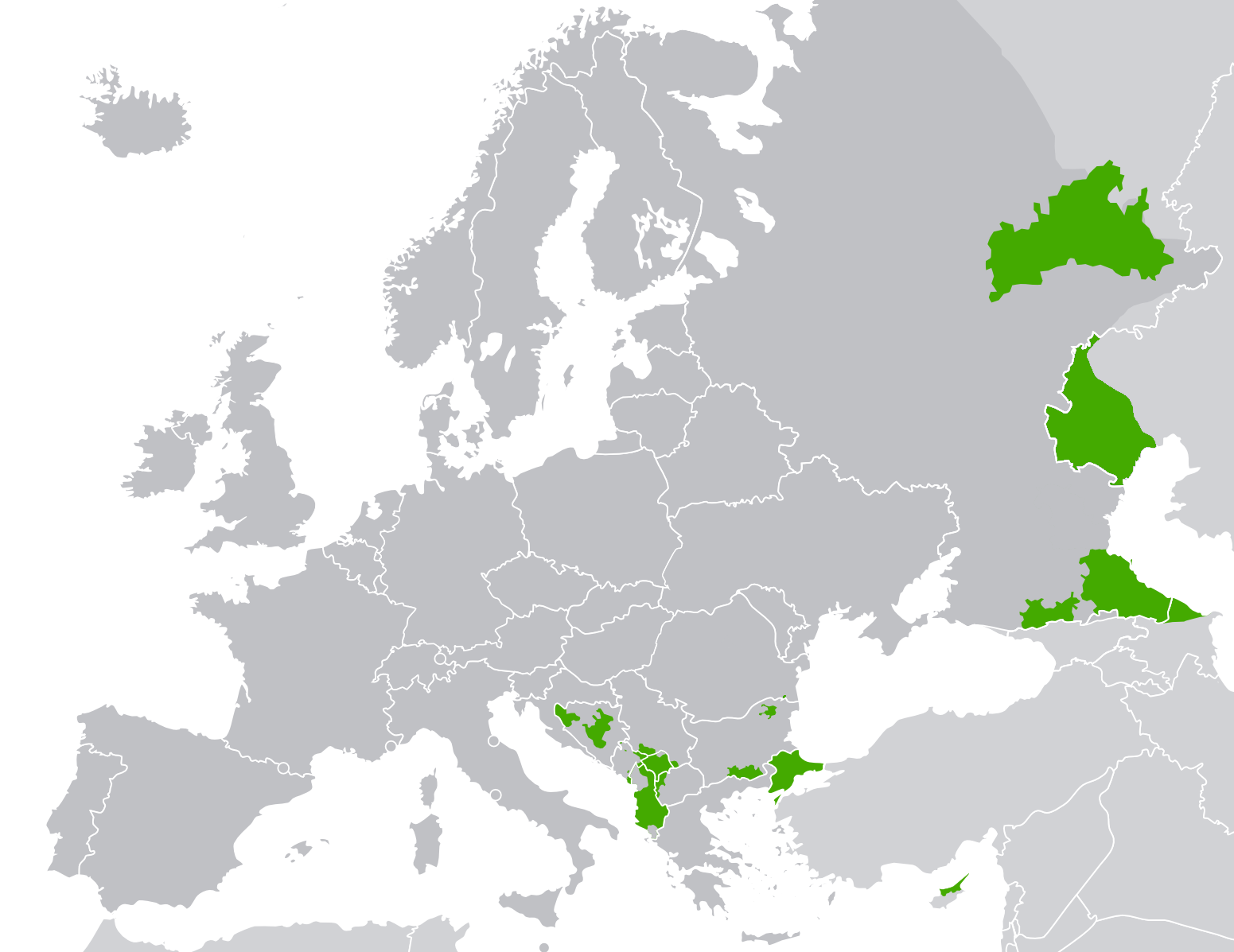
Het hedendaagse islamitisch Europa onder de autochtone bevolking

De term islamitisch Europa wordt gebruikt voor de overwegend islamitische landen van Europa, waaronder Turkije, Kosovo, Albanië, Azerbeidzjan en Bosnië en Herzegovina met een moslimmeerderheid; het wordt ook gebruikt voor de moslimgemeenschap in Europa. De islam heeft sinds de Ottomaanse oorlogen in Europa een historisch bolwerk op de Balkan.
- Islam in Turkije, 97,8% (peiling 2007)[2]
- Islam in Kosovo, 95,6% (telling van 2011)[3]
- Islam in Bosnië en Herzegovina, 50,7% (telling van 2013)[4]
- Islam in Albanië, 50,6% (telling van 2023)[5]

Er is een grote islamitische diaspora in Europa. Het aantal moslims in Europese landen werd in 2012 geschat op 44 miljoen, ofwel 6% van de totale bevolking.

## Voormalige islamistische landen
- Emiraat Córdoba (756-929)
- Emiraat Kreta (824-861)
- Emiraat Sicilië (827-1091)
- Emiraat Bari (847-871)
- Kalifaat Córdoba (929-1031)
- Taifa-koninkrijkjes (1009-1287)
- Emiraat Granada (1238-1492)

## Referentie
- H. T. Norris (1993). Islam in the Balkans: Religion and Society Between Europe and the Arab World. Univ of South Carolina Press. ISBN 978-0-87249-977-5. Gearchiveerd op 28 september 2022.
- Islam in Southeast Europe: Past Reflections and Future Prospects (2014). ISBN 978-99917-1-276-5. Gearchiveerd op 29 september 2022.
- Muslim Europe Or Euro-Islam: Politics, Culture, and Citizenship in the Age of Globalization. Lexington Books (2002), 33–. ISBN 978-0-7391-0339-5.